# Rimatara
Pour la commune, voir Rimatara (Polynésie française).
Rimatara est l'île la plus occidentale de l'archipel des Australes en Polynésie française. Celle-ci est le chef-lieu de la commune de Rimatara.

## Géographie

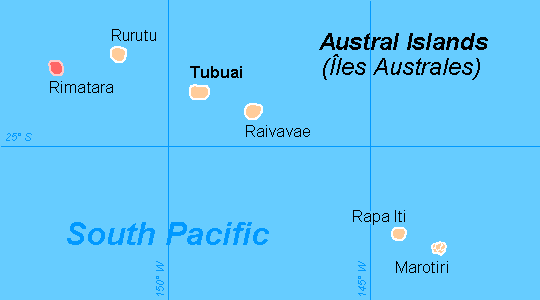
Localisation de Rimatara sur la carte des Australes.

Rimatara est un atoll surélevé de forme quasi circulaire, issu d'un plateau volcanique. Son lagon largement comblé en son centre par l'île est quasi inexistant, le récif étant très proche de la côte. La couronne récifale est coupée d'une seule passe.  L'île ainsi formée, d'une superficie de 8,6 km2, est relativement peu élevée, le mont Uhau culminant à seulement 83 mètres. Elle est située à 640 km au sud-est de Tahiti.
Rimatara possède trois villages : Amaru le chef-lieu de la commune de Rimatara, Anapoto et Mutuaura les chefs-lieux des deux communes associées homonymes. La langue qui y est parlée est une variante des langues australes, le reo rimatara.

### Démographie
Il s'agit ici du classement des communes associées par rapport à leur population par année de recensement.
| Commune associée | km² (2019) | 1892 (EFO) | 1977- 04-29 | 1983- 10-15 | 1988- 09-06 | 1996- 09-03 | 2002- 07-11 | 2007- 08-20 | 2012- 08-22 | 2017- 08-17 |
| ---------------- | ---------- | ---------- | ----------- | ----------- | ----------- | ----------- | ----------- | ----------- | ----------- | ----------- |
| Amaru            | 3,65       | 150        | 300         | 312         | 338         | 322         | 260         | 265         | 296         | 289         |
| Anapoto          | 2,75       | 0 180      | 0 193       | 0 256       | 0 277       | 0 273       | 0 246       | 0 221       | 0 270       | 0 268       |
| Mutuaura         | 2,63       | 0 220      | 0 320       | 0 346       | 0 354       | 0 334       | 0 305       | 0 300       | 0 307       | 0 315       |
| Total            | 9,03       | 0 550      | 0 813       | 0 914       | 0 969       | 0 929       | 0 811       | 0 785       | 0 873       | 0 872       |

## Histoire
La première mention de l'île est faite par le capitaine Samuel Pinder Henry en 1811. En 1821, deux missionnaires protestants établissent une mission sur l'île. 
Le dernier souverain de l'île de Rimatara, la reine Tamaeva V (1830-1923), succède à sa jeune nièce Tamaeva IV à la mort de celle-ci en 1892 et règne, sous le protectorat français institué le 29 mars 1889, jusqu'à l'annexion aux Établissements français de l'Océanie en 1901, qui met fin au règne de la dynastie Tamaeva de Rimatara.

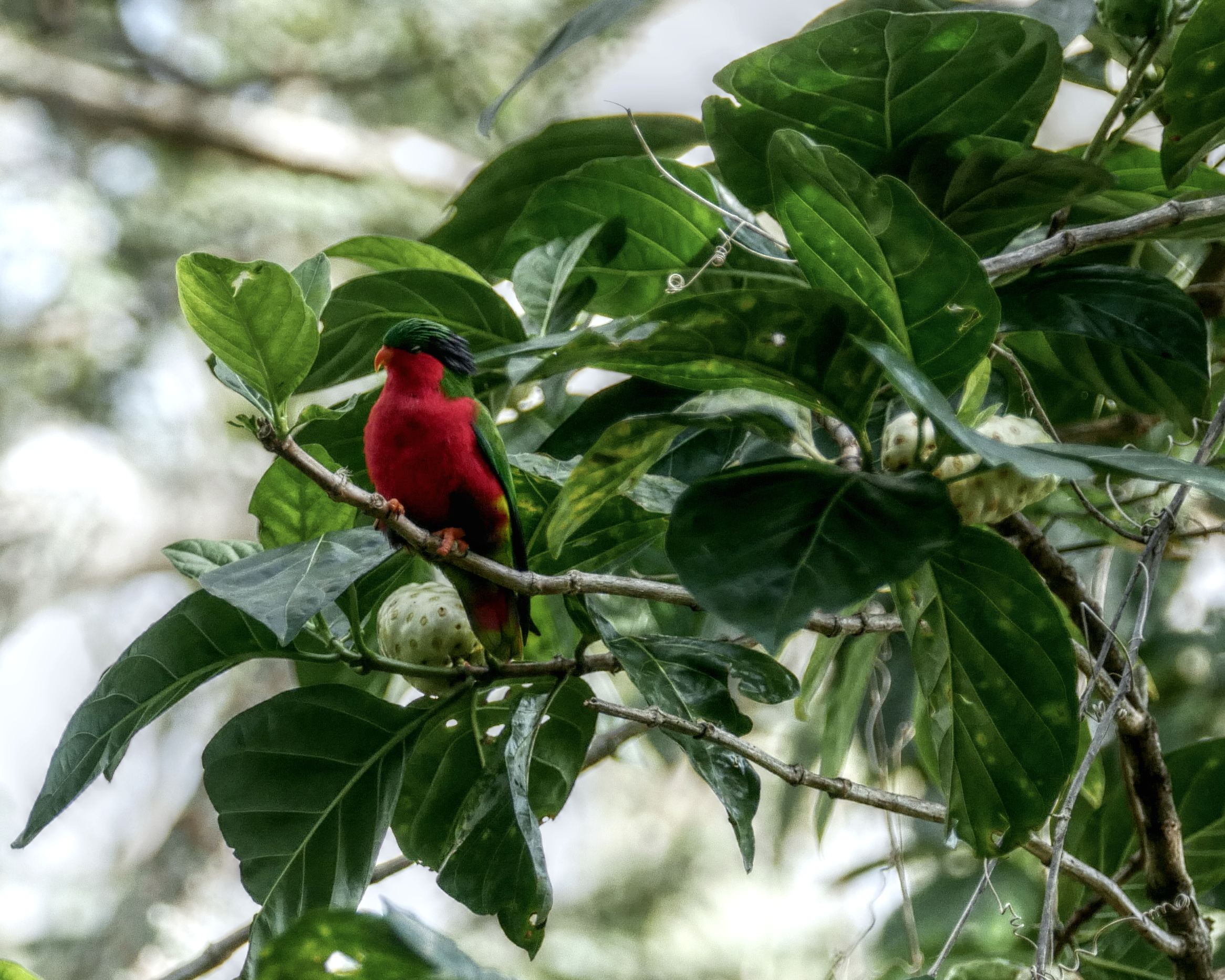
Perruche de Rimatara, aussi appelée 'Ura

## Culture
En avril 2007, vingt-sept lori de Rimatara (Vini kuhlii) sont offertes par les habitants de Rimatara à ceux d'Atiu, dans les îles Cook, afin d'y être réintroduites. Cet oiseau prisé pour ses plumes rouges qui servait à Atiu à la confection des « pare kura » (coiffes d'Ariki) avait disparu de cette île il y a bien longtemps. Comme le veut la tradition polynésienne, pour fêter cet événement, les gens d'Atiu composent toute une série de chants et de danses rappelant les liens désormais indéfectibles entre Atiu et Rimatara,.

## Économie
Depuis 2006, un petit aérodrome a été construit au nord de l'île, facilitant les échanges avec le reste de la Polynésie. Il accueille, en moyenne, environ 340 vols et 9 000 à 12 000 passagers par an, dont un tiers en transit.